# Ваља
Ваља а. д. (стари назив Ваља 900) је телекомуникациони оператор на Косову и Метохији са седиштем у Приштини. Налази се у власништву Поште и телекома Косова и има лиценцу за рад на територији Косова и Метохије издату од стране УНМИК.

## Историја
Идентификациони код мреже је 221-01,

а позивни бројеви ГСМ мреже су 044 (међународни: +383 44), 045 (међународни: +383 45) и 046 (међународни: +383 46).
С обзиром на чињеницу да Ваља није добила, нити тражила, лиценцу за рад на територији Србије или Косова и Метохије од стране званичних институција Србије ова мрежа није добила код мреже и међународни позивни број који се налази у оквиру државних кодова Србије.

## Подаци о мобилној мрежи
Подаци су из марта 2009. године
Ваља има лиценцу за рад ГСМ мреже у опсегу 900 MHz. Ову лиценцу је добила 2000. године од стране УНМИК-а, а она је 2004. године обновљена на период од 15 година.
- Покривеност насељене територије, АП Косово и Метохија, ГСМ сигналом је 87%
- Циљ компаније је да покрије 98% насељене територије АП Косово и Метохија ГСМ.[2]
- Укупан број корисника Ваљине мобилне мреже је око 1.000.000.[тражи се извор]